# Charles Coburn
Charles Douville Coburn (Savannah, 19 de junio de 1877-30 de agosto de 1961) fue un actor teatral y cinematográfico estadounidense ganador de un Premio Óscar.

## Biografía
Nació en Savannah, Georgia, y fue hijo único. Se casó dos veces. Su primera esposa, con la que se casó en 1906, fue Ivah Wills Coburn, una actriz y productora teatral estadounidense, fallecida en 1937. En 1959, Coburn se casó con Winifred Natzka, 41 años menor, y anterior esposa del cantante de ópera Oscar Natzka. 
Falleció por un infarto agudo de miocardio el 30 de agosto de 1961 en Nueva York, a los 84 años de edad.

## Carrera
Coburn fue director teatral a los 17 años. Posteriormente se dedicó a la actuación, y debutó en Broadway en 1901. Formó una compañía de actores con su mujer Ivah en 1906. Además de la dirección de la compañía, la pareja actuó con frecuencia en Broadway. Tras la muerte de su esposa en 1937, Coburn se mudó a Los Ángeles, California y empezó a trabajar en el cine. 
Ganó un Óscar al mejor actor de reparto por su papel en The More the Merrier (El amor llamó dos veces) en 1943. Fue también nominado por The Devil and Miss Jones (El diablo burlado) en 1941 y por The Green Years (Los verdes años) en 1946. Otras películas notables son Of Human Hearts (1938), Las tres noches de Eva (1941), Kings Row (1942), The Constant Nymph (La ninfa constante) (1943), Heaven Can Wait (El diablo dijo ¡no!) (1943), Wilson (1944), Impact (1949), The Paradine Case (El proceso Paradine) (1947), Los caballeros las prefieren rubias (1953) y John Paul Jones (1959).
En los años cuarenta, Coburn fue vicepresidente de la Motion Picture Alliance for the Preservation of American Ideals, un grupo que se oponía a la presencia de comunistas en Hollywood. 
Coburn tiene una estrella en el Paseo de la Fama de Hollywood por su contribución a la industria cinematográfica, en el 6240 de Hollywood Boulevard.

## Filmografía selecta
- Of Human Hearts (1938)
- Idiot's Delight (1939)
- In Name Only (Dos mujeres y un amor) (1939)
- Bachelor Mother (1939)
- Stanley and Livingstone (El explorador perdido) (1940)
- Road to Singapore (Ruta de Singapur) (1940)
- Three Faces West (Rutas infernales) (1940)
- Las tres noches de Eva (1941)
- The Devil and Miss Jones (El diablo burlado) (1941)
- Kings Row (1942)
- The More the Merrier (El amor llamó dos veces) (1943)
- The Constant Nymph (La ninfa constante) (1943)
- Heaven Can Wait (El diablo dijo ¡no!) (1943)
- Wilson (1944)
- A Royal Scandal (La zarina) (1945)
- The Green Years (Los verdes años) (1946)
- The Paradine Case (El proceso Paradine) (1947)
- The Gal Who Took the West(La Cautivadora)(1949)
- Impact (1949)
- Monkey Business (Me siento rejuvenecer) (1952)
- Los caballeros las prefieren rubias (1953)
- The Story of Mankind (La historia de la humanidad) (1957)
- John Paul Jones (El capitán Jones) (1959)
- Edison, el hombre (1940)
- La vuelta al mundo en ochenta días (1956)

## Premios y distinciones
Premios Óscar
| Año  | Categoría              | Película                | Resultado |
| ---- | ---------------------- | ----------------------- | --------- |
| 1942 | Mejor actor de reparto | El diablo burlado       | Nominado  |
| 1944 | Mejor Actor de Reparto | El amor llamó dos veces | Ganador   |
| 1947 | Mejor Actor de Reparto | Los verdes años         | Candidato |